# Kaiki
Pour les articles homonymes, voir Bruno.
Ne doit pas être confondu avec Kayky ou Kaiky.
Kaiki Bruno, né le 8 mars 2003 à Betim, est un footballeur brésilien qui joue au poste d'arrière gauche au Cruzeiro EC.

## Biographie

### Carrière en club
Né à Betim au Brésil, Kaiki est formé par le Cruzeiro Esporte Clube, où il commence sa carrière professionnelle,. Il joue son premier match avec l'équipe première du club le 1er avril 2021.
Lors de la saison 2022, son équipe remporte le championnat brésilien de deuxième division, et est ainsi promue en première division,.

### Carrière en sélection
Appelé en équipe du Brésil des moins de 20 ans dès octobre 2022, Kaiki prend ensuite part au championnat sud-américain junior en janvier 2023,,.

## Palmarès
Cruzeiro EC
- Championnat du Brésil D2
  - Champion en 2022